# Palasport Livio Romare
Il palasport Livio Rómare è un palazzetto dello sport di Schio, in provincia di Vicenza.
Noto sin dalla sua inaugurazione come  PalaCampagnola, dal nome della località sul quale sorge, è stato intitolato il 5 dicembre 2015 all'ex giocatore di volley scledense Livio Rómare (uno tra i protagonisti dei successi pallavolistici della squadra cittadina negli anni novanta), ad un anno dalla sua prematura scomparsa.
Il palasport è un impianto dotato di 2600 posti a sedere, tuttavia nelle partite dalla grande affluenza come le finali scudetto, il pubblico presente all'interno dell'impianto può esser aumentato. Nel palasport sono installati gli impianti per la pallacanestro e pallavolo. Nei locali del piano interrato sono inoltre installati gli impianti per l'arrampicata sportiva e la palestra per la ginnastica artistica, utilizzata dalla società Fortitudo.

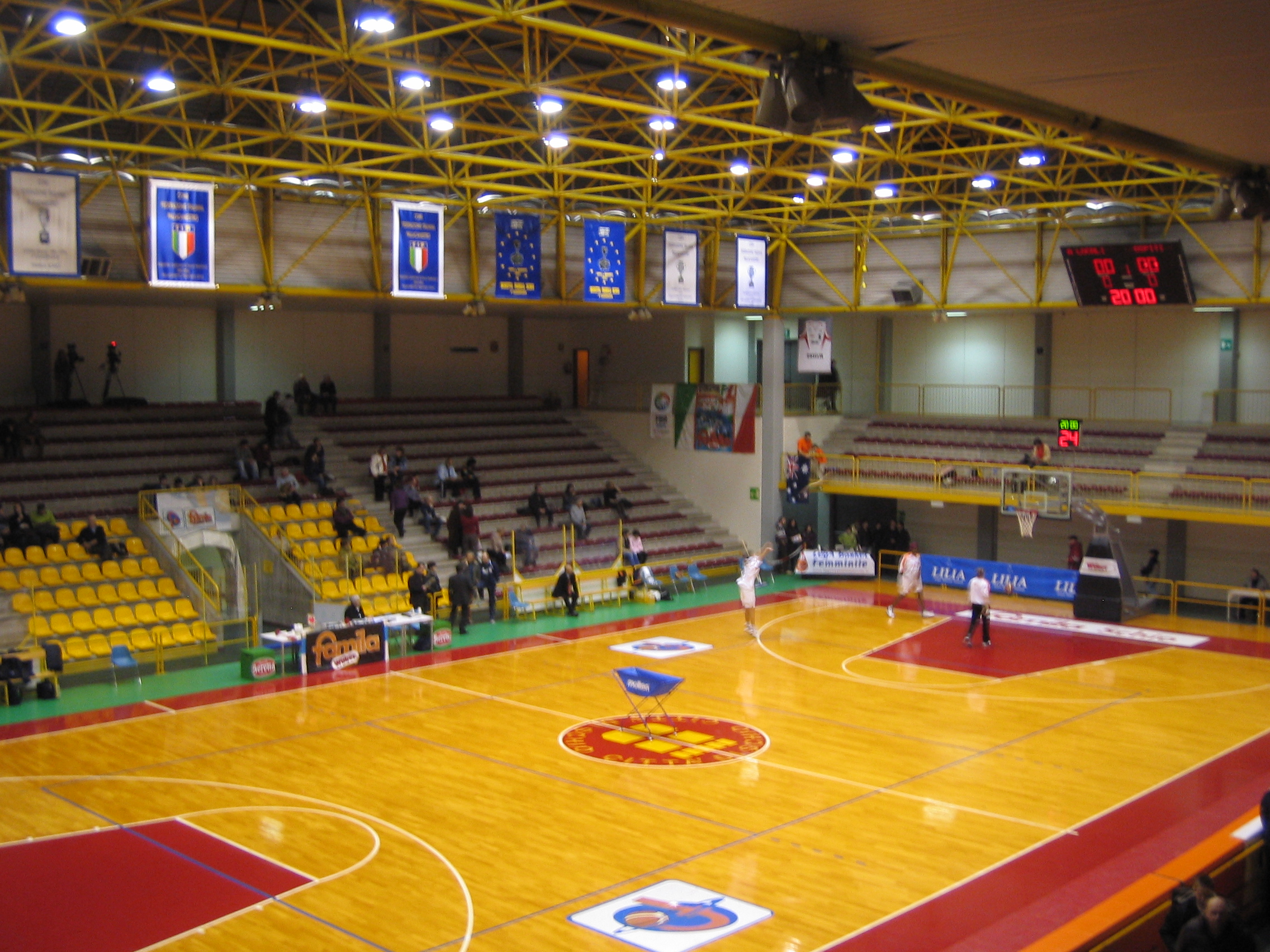
Interno del palasport

Dalla stagione 1988/89 la Pallacanestro Femminile Schio vi gioca le sue partire casalinghe. Questo palazzetto è stato il teatro degli undici scudetti vinti dalle scledensi. Nella stagione 2007-08 il PalaCampagnola è stato l'unico palazzetto della serie A1 di pallacanestro femminile a rimanere imbattuto al termine sia della stagione regolare che dei play off.
Negli anni novanta ha rappresentato il campo casalingo per la squadra di pallavolo maschile Jockey-Deroma / Wuber militante in serie A1 e A2.
Occasionalmente l'impianto viene utilizzato per manifestazioni ed eventi quali concerti musicali, competizioni di ballo, eccetera.
Dal marzo 2018 è stata allestita presso il palasport una sala museo del Famila basket, la prima del genere in Italia dedicata a una squadra femminile di pallacanestro; è intitolata a Antonio Cestaro, padre del presidente della società scledense: nella sala vengono esposti i trofei vinti dalla squadra, le formazioni, i dati e le curiosità delle varie annate sportive, le divise delle giocatrici.